# Phyllophaga apicalis
Phyllophaga apicalis är en skalbaggsart som beskrevs av Blanchard 1851. Phyllophaga apicalis ingår i släktet Phyllophaga och familjen Melolonthidae. Inga underarter finns listade i Catalogue of Life.